# Амикт (облачение)

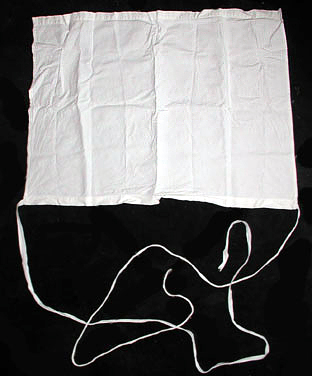
Амикт

Амикт (лат. amicire — «покрывать», лат. amictus — «накидка») — предмет литургического облачения католического священнослужителя в западных литургических обрядах, в виде прямоугольника из белой льняной ткани с вышитым крестом в центре и с двумя тесемками по двум верхним углам. Амикт покрывает шею и ворот клирика. По-видимому, первоначально амикт помещали на голову, но со временем он стал повязываться вокруг шеи перед облачением клирика в альбу. До литургической реформы II Ватиканского собора амикт был при служении Мессы необходимой частью облачения для всех степеней клириков от субдиакона и выше. После реформы клирикам предписывается использовать на Мессе амикт в том случае, если альба не закрывает полностью шею. 
Размеры амикта — 60 на 80 см. Обязательно освящается. 